# Cycles (canción de Tove Lo)
«Cycles» es una canción de la cantautora sueca Tove Lo que forma parte de su tercer trabajo de estudio, Blue Lips, publicado el 17 de noviembre de 2017. Fue escrita por la cantante junto a Joe Janiak y Ludvig Söderberg y producida la dupla sueca The Struts. 

## Composición
Es una canción con un intervalo medio para una canción del género pop, al que se le incluyen matices de electropop y dance pop. Escrita por Tove Lo, Joe Janiak, Ludvig Söderberg y producida por The Sturts, fue escrito en clave de Sol mayor, con un ritmo de 105 pulsaciones por minuto.

## Recepción de la crítica
Alim Kheraj, periodista de la revista musical británica DIY Magazine, dijo de la canción que "en su producción gotea y gotea autodesprecio". Danny Madion, del diario estadounidense The Michigan Daily, escribió que la canción "guía a los oyentes a través de una narrativa de cómo enamorarse de un ex amante. Es triste y seria, pero conduce a un coro notable que cantarías en el coche". Sorcha Hornett, de Redbrick, por su parte, comparó a "Cycles" con la canción "Issues", de Julia Michaels. Por último, Alex Clarke, para The Observer, la describió como "una representación bastante honesta sobre lo que es el amor, siendo, para nada, clichés".

## Personal
Según Tidal:
- Tove Lo – voz principal, compositora
- Ludvig Söderberg − compositor
- Joe Janiak − compositor
- Jakob Jerlström − compositor, corista
- The Struts − producción, programación
- Chris Gehringer − ingeniero de masterización
- John Hanes − asistente de mezclas
- Serban Ghenea − mezclador

## Posición en listas
| Listas (2017)              | Posición más alta |
| -------------------------- | ----------------- |
| Suecia (Sverigetopplistan) | 7                 |